# Burgstall Untergries
Der Burgstall Untergries bezeichnet eine abgegangene mittelalterliche Höhenburg in dem Dorf Untergries, einem Gemeindeteil des niederbayerischen Marktes Reisbach im Landkreis Dingolfing-Landau. Er liegt 550 m nordöstlich des Burgstalls Schlossberg.
Er ist heute von den Gebäuden von Untergries überbaut und wird als Bodendenkmal unter der Aktennummer D-2-7341-0131 im Bayernatlas als „weitgehend verebneter Burgstall des Mittelalters“ geführt.